# André Tota
Pour les articles homonymes, voir Tota.
André Tota, né le 9 décembre 1950 à Briey (Meurthe-et-Moselle), est un footballeur français d'origine polonaise.

## Biographie
Il évolue au poste d'attaquant à Metz, Troyes, Bordeaux et Toulouse dans les années 1970. Il termine sa carrière de footballeur à l'AS Strasbourg, puis il devient entraîneur du FC Saverne.
André Tota a eu deux enfants avec Brigitte Tarz, dont il est aujourd'hui divorcé : le chanteur français M. Pokora et son frère aîné, le musicien Julien Tota Tarz.

## Carrière de joueur
- 1971-1975 :  FC Metz
- 1975-1978 :  Troyes AF
- 1978-1979 :  Girondins de Bordeaux
- 1979-1980 :  Toulouse FC
- 1980 :  AS Strasbourg[2]

## Palmarès
Avec l'AS Troyes
- Championnat - Division d'Honneur (Nord-Est) (1) :
  - Champion : 1976

## Source
- Col., Football 79, Les Cahiers de l'Équipe, 1978, cf. page 102.